# Медаль «Серп и Молот»
Золотая медаль «Серп и Молот» — знак особого отличия в СССР, вручавшийся Герою Социалистического Труда наряду с высшей наградой СССР — орденом Ленина и грамотой Президиума Верховного Совета СССР.

## История
Учреждена 22 мая 1940 года Указом Президиума ВС СССР от 22.05.1940 года «О дополнительных знаках отличия для Героев Социалистического Труда». Всего медалью «Серп и Молот» было награждено 20 613 человек, дважды награждён 201 человек, трижды награждены 16 человек.
Звание «Герой социалистического труда» впервые было присвоено И. В. Сталину 12 декабря 1939 года, а медаль за № 1 вручена 22 мая 1940 года.
Трижды медалью были награждены К. И. Щёлкин (1949, 1951, 1954), член-корреспондент АН СССР, академики А. П. Александров (1954, 1960, 1973), М. В. Келдыш (1941, 1957, 1974), Я. Б. Зельдович (1949, 1954, 1956), И. В. Курчатов (1949, 1951, 1954), А. Д. Сахаров (1953, 1956, 1962) и Ю. Б. Харитон (1949, 1951, 1954), Н. Л. Духов, конструктор тяжёлых танков (1945, 1949, 1954), авиаконструкторы С. В. Ильюшин (1941, 1957, 1974) и А. Н. Туполев (1945, 1957, 1972), Б. Л. Ванников (1942, 1949, 1954), Д. А. Кунаев (1972, 1976, 1982), Е. П. Славский (1949, 1954, 1962), Х. Турсункулов (1948, 1951, 1957), Н. С. Хрущёв (1954, 1957, 1964) и К. У. Черненко (1976, 1981, 1984).
В 1964 году впервые медалью награждён деятель культуры — скульптор С. Т. Конёнков.
Первым дважды награждённым медалью стал 1-й министр среднего машиностроения (во время войны — министр боеприпасов) Б. Л. Ванников. Всего дважды награждены медалью 180 человек, в том числе конструктор ракетной техники С. П. Королёв, куратор ракетостроения в Совете Министров СССР Д. Ф. Устинов, авиаконструкторы С. А. Лавочкин, Артём Микоян и А. С. Яковлев, писатель М. А. Шолохов, скульптор Е. В. Вучетич, балерина Г. С. Уланова.
Указом Президиума Верховного Совета от 14 мая 1973 года было снято ограничение в количестве награждений медалью — не более трёх (1940), но четырежды Героем Социалистического Труда не стал никто.
В 1988 году награждение орденом Ленина при повторном вручении медали было отменено.
Последним удостоенным звания Героя Социалистического Труда стала казахская оперная певица и педагог Бибигуль Тулегенова: указ о её награждении датирован 21 декабря 1991 года, а подписал его президент СССР Михаил Горбачёв (единственный в истории).

## Описание
Согласно официальному описанию, Золотая медаль «Серп и Молот» представляла собой пятиконечную звезду с гладкими двугранными лучами на лицевой стороне, в центре медали располагались рельефные серп и молот, диаметр описанной окружности звезды составлял 33,5 мм, размер серпа и молота от рукоятки до верхней точки соответственно — 14 и 13 мм. Оборотная сторона медали имела гладкую поверхность и была ограничена по контуру выступающим тонким ободком. На оборотной стороне в центре медали располагалась надпись выпуклыми буквами: «Герой Социалистического Труда». Размер букв в словах «Герой» и «Труда» — 2×1 мм, в слове «Социалистического» — 1,5×0,75 мм. В верхнем луче звезды располагался номер медали, высотой в 1 мм.
Эскиз медали разработал С. А. Поманский.
Медаль при помощи ушка и кольца соединялась с металлической позолоченной колодочкой, которая изготавливалась из серебра в виде прямоугольной пластинки высотой 15 мм и шириной 19,5 мм и имела рамки в верхней и нижней частях. Внутренняя часть колодочки была обтянута шёлковой муаровой лентой красного цвета шириной 20 мм. Колодочка имела на оборотной стороне нарезной штифт с гайкой для прикрепления медали к одежде. Медаль была выполнена из золота 950-й пробы и весила без колодки 15,25 грамма. Общий вес медали составлял 28,014±1,5 грамма. На 18 сентября 1975 года золота в медали содержалось 14,583±0,903 г, серебра — 12,03±0,927 г.
Золотая медаль «Серп и Молот» Героя Социалистического Труда носилась на левой стороне груди над орденами и медалями СССР.

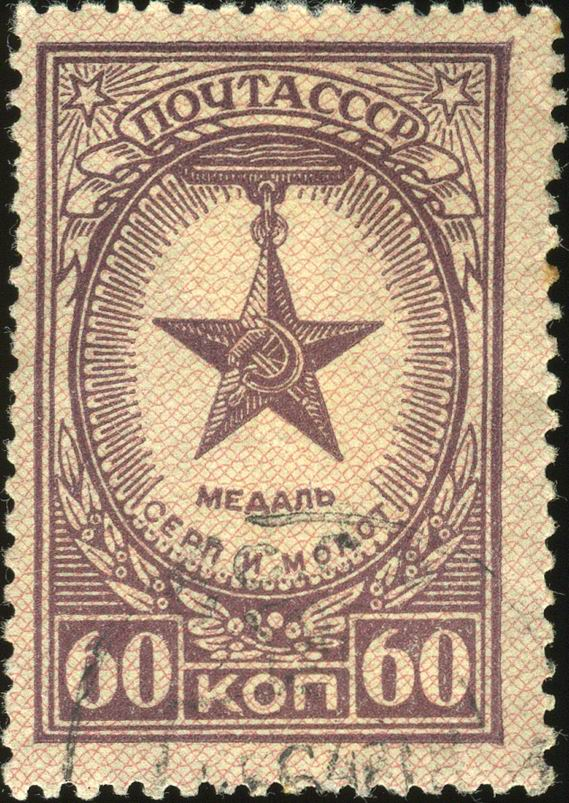
Марка СССР, 1946 год
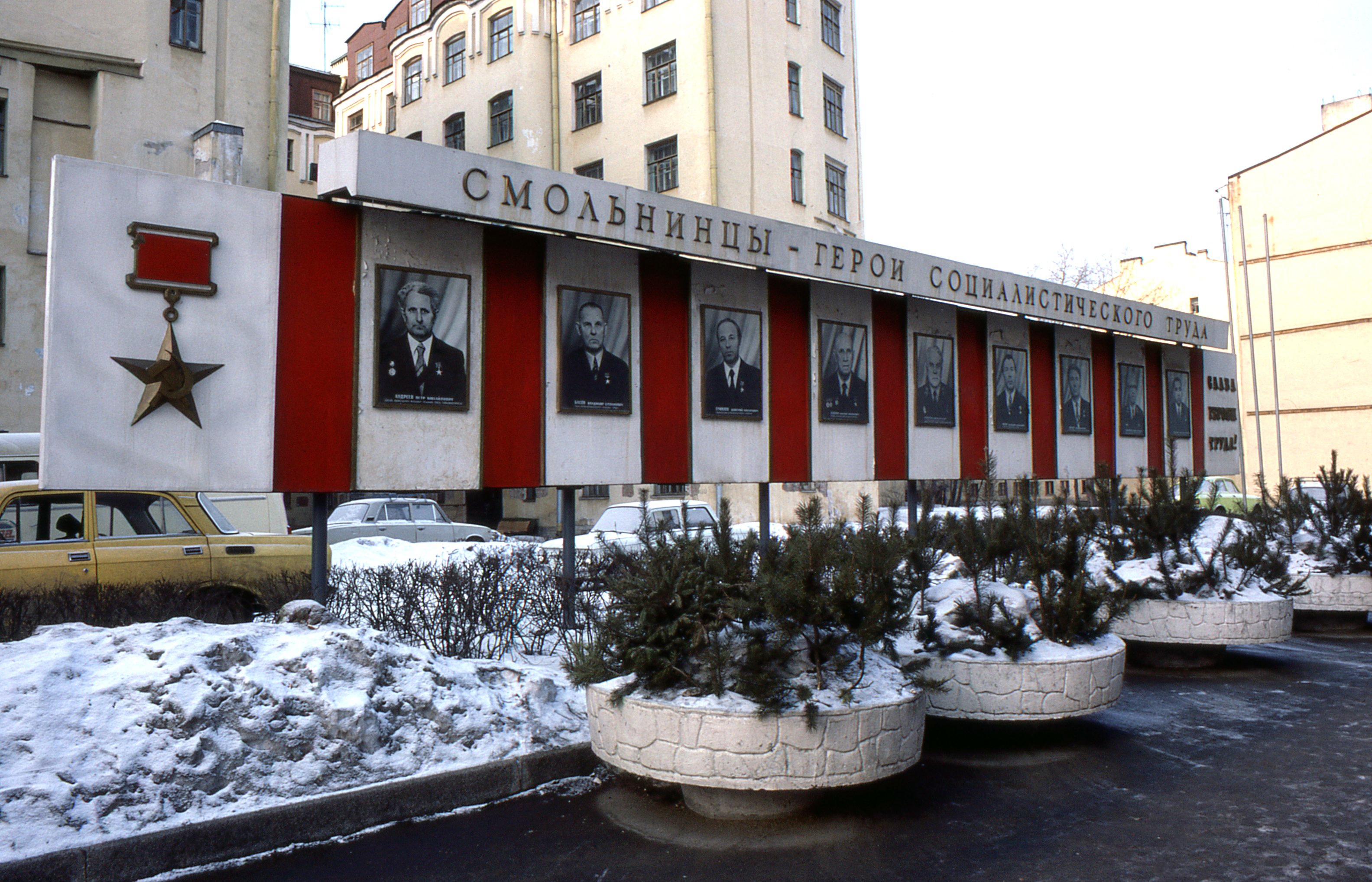
Изображение медали на щите с портретами Героев Социалистического труда. Ленинград, 1984 год.